# Na slnečnej strane sveta
A Na slnečnej strane sveta (magyarul: A világ napsütötte oldalán) a harmadik stúdióalbuma a szlovák énekesnőnek, Kristínának. Megjelenésére 2012. június 25-én került sor Csehországban és Szlovákiában.

## Számok
|     | Cím                                                 | Szerző(k)                      | Hossz |
| --- | --------------------------------------------------- | ------------------------------ | ----- |
| 1.  | Viem lebo viem                                      | Kamil Peteraj / Martin Kavulič | 3:20  |
| 2.  | Kde si ťa predstavím                                |                                | 3:27  |
| 3.  | Na slnečnej strane sveta                            |                                | 3:43  |
| 4.  | Prepadám                                            |                                | 2:56  |
| 5.  | Jabĺčko                                             |                                | 3:03  |
| 6.  | Odpúšťam                                            |                                | 3:21  |
| 7.  | Kam                                                 |                                | 3:37  |
| 8.  | Ovoňaj ma ako ružu                                  |                                | 3:44  |
| 9.  | Tancuješ mi v srdci                                 |                                | 3:14  |
| 10. | Dáš mi viac                                         |                                | 3:36  |
| 11. | Jarné pocity                                        |                                | 3:22  |
| 12. | Ľudskosť (Modlitba za ľudskosť)                     |                                | 4:40  |
| 13. | Pánbožko dnes nie je doma                           |                                | 3:43  |
| 14. | Tak ešte dajme si                                   |                                | 3:42  |
| 15. | Jabĺčko (Martin Kavulič remix; bónusz track)        |                                | 3:18  |
| 16. | Viem lebo viem (Martin Kavulič remix; bónusz track) |                                | 3:20  |
| 17. | Ovoňaj ma ako ružu (Jay Beck remix; bónusz track)   |                                | 3:39  |

## Dalok
A Viem lebo viem és a Jabĺčko dalokhoz videóklip is készült.

## Megjelenés
| Ország        | Dátum              | Kiadó                    | Forma            | Verzió  |
| ------------- | ------------------ | ------------------------ | ---------------- | ------- |
| Szlovákia     | 2012. június 25.   | Universal Music Slovakia | CD               | Eredeti |
| Csehország    | 2012. június 25.   | Universal Music          | CD               | Eredeti |
| Lengyelország | 2012. augusztus 1. | Universal Music          | Digital Download | Eredeti |

## Fordítás
- Ez a szócikk részben vagy egészben  a   Na slnečnej strane sveta című lengyel Wikipédia-szócikk fordításán alapul.  Az eredeti cikk szerkesztőit annak laptörténete sorolja fel. Ez a jelzés csupán a megfogalmazás eredetét és a szerzői jogokat jelzi, nem szolgál a cikkben szereplő információk forrásmegjelöléseként.